# Lakhdar Bouregaa
Lakhdar Bouregaa (en arabe : لخضر بورقعة (Bouregâa)), né le 15 mars 1933 à El Omaria et mort le 4 novembre 2020 à El Biar, est un militant indépendantiste et homme politique algérien.
Il est un officier de l'armée de libération nationale (ALN) de l'intérieur de 1956 à l'indépendance. Il s'oppose au clan d'Oujda depuis la crise de l'été 1962 : il est l'un des membres fondateurs du Front des forces socialistes (FFS) en 1963 et une figure du Hirak en 2019-2020. Il a également été élu membre de l'Assemblée nationale constituante algérienne en septembre 1962.

## Biographie

### Enfance et jeunesse
Lakhdar Bouregaa naît le 15 mars 1933 à El Omaria en Algérie, alors départements français.
Il fait son service militaire à Mostaganem, puis à Briançon en France métropolitaine chez les chasseurs alpins, avant d'être envoyé à Safi au Maroc d'où il s'évade en mars 1956 avec un groupe d'appelés pour rejoindre le FLN.

### Guerre d'Algérie
Durant la guerre d'Algérie, en 1956, il rejoint l'armée de libération nationale (ALN) après avoir déserté l'armée française. Il devient chef de la zone II de la wilaya IV entre 1959 et 1960.
Il est l'adjoint de Youcef Khatib, chef de la wilaya IV, jusqu'à la fin de la guerre, qu'il termine avec le grade de commandant.

### Après l'indépendance
Durant la crise de l'été 1962, le GPRA et les militants de l'intérieur sont vaincus par l'armée des frontières et le clan d'Oujda, menés par Houari Boumédiène, qui s'est allié avec Ahmed Ben Bella. Les chefs des wilayas, dont Lakhdar Bouregaa, cherchent à reprendre l'avantage.
Il est député FLN de Médéa à l'Assemblée nationale constituante algérienne en septembre 1962.
En juin 1963, il participe à la création de l'Union pour la défense de la révolution socialiste, éphémère parti clandestin de Krim Belkacem. Avec Mohand Oulhadj, Lakhdar Bouregaa sert d'intermédiaire entre Krim Belkacem et Hocine Aït Ahmed, ce dernier créant en septembre 1963 le Front des forces socialistes, défiant le pouvoir, le FLN ayant été déclaré parti unique. La révolte du FFS, à laquelle participe Bouregaa, est écrasée à son tour début 1964, avant le coup d'État de Houari Boumédiène en 1965.
Arrêté le 3 juillet 1967, il affirme avoir été torturé jusqu'au 27 août 1968, lorsqu'il est transféré à la prison de Sid El-Houari, à Oran, avant d'être ramené à Alger le 27 septembre pour de nouveaux interrogatoires, puis d'être retransféré à Oran le 27 octobre. En juillet 1969, il est condamné par la Cour révolutionnaire présidée par Mohamed Abdelghani à 10 ans de prison pour avoir participé à un complot visant à assassiner Houari Boumédiène, et à 20 ans de prison pour avoir participé à la tentative de coup d'État de Tahar Zbiri, en décembre 1967. D'après lui, il est trahi par le commandant Azzedine. Lakhdar Bouregaa passe sept ans en prison : il est libéré en 1975.
Il publie ses mémoires en 2010.

### Hirak
En 2019, durant le hirak, il fait partie des membres qui soutiennent la volte-face de l'Organisation nationale des moudjahidine (ONM) contre Abdelaziz Bouteflika, ce qui contribue à précipiter la démission du président.
Le 26 juin, il participe à la réunion de signature du « pacte pour l'alternative démocratique » au siège du RCD. À la suite de déclarations au sujet du général Ahmed Gaïd Salah, nouvel homme fort du régime, qu'il accuse notamment d'avoir déjà choisi le futur président de la République, ainsi qu'au sujet de l'armée des frontières, il est arrêté le 30 juin après une plainte du ministère de la Défense et poursuivi pour « outrage à corps constitué et atteinte au moral de l’armée ». La télévision nationale affirme qu'il a usurpé le titre de moudjahid et l'identité de son frère, ce qu'Youcef Khatib et la presse démentent. Il fait partie des militants dont la libération est posée par le hirak comme préalable pour des discussions avec le pouvoir,. Il est défendu par Mostefa Bouchachi et Abdelghani Badi.
Le 7 octobre, il envisage d'entamer une grève de la faim mais il en est dissuadé, au vu de son âge et de son état de santé, par ses avocats, son entourage et des citoyens. Il rejette ensuite toute démarche visant à le libérer, tant que les manifestants ne l'auront pas été. Le 22 octobre, il refuse de répondre au juge d'instruction, dénonçant les chefs d'inculpation et estimant que le gouvernement est illégitime. Le 28 octobre, sa détention est renouvelée pour quatre mois.
Le 5 novembre 2019, il est transporté à l'hôpital Mustapha Pacha où il subit une intervention chirurgicale pour une occlusion intestinale.
Il est libéré le 2 janvier 2020, en même temps que de nombreux autres militants du hirak. Au procès où il comparait libre, le 12 mars 2020, le procureur demande sa condamnation à 1 an de prison ferme. Il est condamné le 11 mai à une amende de 100 000 dinars pour « atteinte à corps constitués ».
Lakhdar Bouregaa meurt le 4 novembre 2020 à l'hôpital de la Sûreté nationale les Glycines à El Biar, des suites de la Covid-19,. Il est enterré le lendemain au cimetière de Sidi Yahia à Alger.

## Ouvrages
- Témoin sur l’assassinat de la Révolution, Dar El Okbia, 2010